# Бак Жјанг
Бак Жјанг (виј. Bac Giang) је једна од 58 покрајина Вијетнама. Налази се у региону Североисток (Вијетнам). Заузима површину од 3.827,4 km². Према попису становништва из 2009. у покрајини је живело 1.554.131 становника. Главни град је Bắc Giang.